# Вальг'ярв
Вальг'ярв (ест. Koorküla Valgjärv) — озеро на півдні Естонії. Розташоване в волості Хуммулі повіту Валгамаа за 3 км від села Кооркюла.

## Характеристика
Озеро дуже глибоке, його максимальна глибина становить 26,8 м, середня глибина — 8,5 м. Площа близько 44 га, озеро завдовжки 1,27 км, ширина 440 м. В озера сильно порізана берегова лінія. Береги переважно високі і круті, особливо на півдні, майже всюди піщані або щебністі, тільки на заході берег мулистий і більш пологий. На заході переважають сільськогосподарські угіддя, решта берегів вкриті лісом.
Живлення джерельне. Вода світло-зеленого або жовтувато-зеленого кольору і дуже прозора (видимість від 3,7 до 4,5 м); взимку прозорість трохи більша (4,6 м). Вода в озері явно розшарована на поверхневий шар та ґрунтовий шар.

## Флора та фауна
В озері, завдяки високій прозорості, зустрічається 25 видів водних рослин. Серед іхтіофауни переважають лящ і плітка, є також щука, окунь, лин, краснопірка, йорж, минь і короп. Зустрічається окунь вагою до 3 кг. Місцеперебування річкових раків. Заселена ондатра.

## Археологія
Озеро є археологічним об'єктом. На північному березі археологи знаходили кераміку, яка, згідно радіовуглецевого аналізу, датується віком 1370—2240 років і навіть 4550 років.